# 穆拉德二世
穆拉德二世（1404年6月16日—1451年2月3日）是一位鄂圖曼帝國的蘇丹。

## 生平
穆拉德二世在位期間將勢力擴張到巴爾幹半島，所以曾經與當地的基督徒發生長期戰爭，並與安那托利亞的土庫曼王公發生戰爭。
穆拉德二世在1421年組建了一支新軍隊圍攻君士坦丁堡。在1444年瓦尔纳战役大勝穩固了帝國對巴尔干半岛地區的控制。
1444年8月，穆拉德二世厭倦於漫長的戰事，在與匈牙利王國的匈雅提·亞諾什、東安納托利亞的卡拉曼侯國簽訂長期和約後，宣布退位，由十二歲的儿子穆罕默德二世繼位。然而叛軍斯坎德培在阿爾巴尼亞的獨立成功，匈雅提與城邦威尼斯、教皇尤金四世的聯軍在幾個月後就撕毀條約、跨越多瑙河進軍。穆罕默德二世認為自己的能力無法抵抗進攻，決定請父親重新出山，卻被享受退休生活的穆拉德二世回絕了，氣憤的少主在回信中寫道「如果（您認為）您是蘇丹，那就回來領導您的軍隊。如果（您認為）我是蘇丹，那麼我命令您回來領導我的軍隊。」收到這封回信之後，穆拉德二世才同意做為總帥上陣，並在瓦尔纳战役中大敗歐洲基督教聯軍。
1446年，在土耳其禁衛軍的政變後，穆拉德二世代替兒子二次執掌君權，並持續至1451年去世為止。

## 子嗣
穆拉德二世至少生有八个儿子：
- （大）艾哈迈德王子 (1419-1420) 也被称为「Büyük Ahmed」，意为「年长的艾哈迈德」。与父合葬。
- 阿拉丁·阿里王子 (1425-1443.6) 与Ümmügülsüm可敦所生，也是穆拉德最爱的儿子，被父亲封为马尼萨与阿玛西亚的长官。1443年6月，他参加了卡拉曼远征，归途中坠马而亡。他与父亲一起葬在布尔萨的穆拉迪耶建筑群中。有一位已知的名为Yeni可敦的夫人，生有二子： 吉亚斯丁王子 (1441-1445) 和塔西丁王子 (1442-1443)。
- 伊斯芬迪亚尔王子 (1425-1425) 与Halime可敦所生。
- 胡赛因王子 (？-1439) 早逝。
- 奥尔汉王子 (？-1441) 早逝。
- 穆罕默德二世 (1432-1481) 帝国的继承者。
- 哈桑王子 (？-1444) 早逝。
- （小）艾哈迈德王子 (1450-1451) 与Hatice可敦所生。也被称为「Küçük Ahmed」，意为「年幼的艾哈迈德」。 穆罕默德二世下令杀死他，当时他的母亲正在祝贺穆罕默德登基。穆罕默德随后颁布了“兄弟相杀法”，使这一行为合法化。

| 穆拉德二世 鄂圖曼王朝出生于：1404年6月逝世於：1451年2月3日 | 穆拉德二世 鄂圖曼王朝出生于：1404年6月逝世於：1451年2月3日 | 穆拉德二世 鄂圖曼王朝出生于：1404年6月逝世於：1451年2月3日 |
| 統治者頭銜                                                 | 統治者頭銜                                                 | 統治者頭銜                                                 |
| ---------------------------------------------------------- | ---------------------------------------------------------- | ---------------------------------------------------------- |
| 前任者： 穆罕默德一世                                      | 鄂圖曼帝國蘇丹 1421年5月26日–1444年8月                     | 繼任者： 穆罕默德二世                                      |
| 前任者： 穆罕默德二世                                      | 鄂圖曼帝國蘇丹 1446年9月–1451年2月3日                      | 繼任者： 穆罕默德二世                                      |